# Chrysobothris micromorpha
Chrysobothris micromorpha är en skalbaggsart som beskrevs av Henry Clinton Fall 1907. Chrysobothris micromorpha ingår i släktet Chrysobothris och familjen praktbaggar. Inga underarter finns listade i Catalogue of Life.